# Siphona spinulosa
Siphona spinulosa là một loài ruồi trong họ Tachinidae.